# Energie internă
| Potențiale termodinamice | Potențiale termodinamice              |
| ------------------------ | ------------------------------------- |
| Energie internă          | {\displaystyle U\left(S,V,N\right)\,} |
| Entalpie                 | {\displaystyle H\left(S,p,N\right)\,} |
| Energie liberă           | {\displaystyle F\left(T,V,N\right)\,} |
| Entalpie liberă          | {\displaystyle G\left(T,p,N\right)\,} |
| modifică                 |                                       |

Energia internă este o funcție de stare a unui sistem termodinamic. Variația energiei interne într-o transformare termodinamică este egală cu energia transferată către sistem în cursul transformării, sub formă de lucru mecanic și căldură.
Energia internă, notată de obicei U (uneori E) corespunde energiei intrinseci a unui sistem fizic sau chimic, evidențiabilă la scară micro-scopică prin mișcarea particulelor microscopice (molecule, atomi, etc.) care compun sistemul.
{\displaystyle U=\sum E_{\text{cin,micro}}+\sum E_{\text{pot,micro}}}
Energia internă e o componentă a energiei totale a unui sistem, definită prin relația următoare: 
{\displaystyle E_{\text{totală}}=E_{\text{cin,macro}}+\sum E_{\text{pot,macro}}+U}
Ea depinde numai de parametrii de stare interni ai sistemului, ca urmare este o funcție de stare, variația infinitezimală dU fiind diferențială exactă. Ea cuprinde și energiile chimică, electrică, magnetică, cuprinse sub formă intrinsecă în substanța care se transformă. Starea internă poate cuprinde și polarizarea electrică și magnetizarea.
Variația energiei interne se manifestă la nivel macroscopic prin variația temperaturii. Se spune că energia internă e dependentă de temperatură, fapt datorat introducerii temperaturii empirice mult înaintea definirii energiei interne. 
Temperatura apare în ecuația caracteristică a energiei interne alături de variabilele de poziție conjugate variabilelor de forță. Dacă s-ar ignora temperatura și variațiile ei prin schimb de căldură, ecuația caracteristică ar conține numai produsul variabilelor de poziție cu variabilele de forță generalizată care corespunde unei funcții de stare a sistemelor conservative numită energie potențială. Energia internă ține seama de schimbul caloric în formularea unei funcții de stare, adăugând variabilelor de poziție variabila de stare temperatură.
Pentru variabile de poziție constante în cursul transformării variația de energie internă exprimă căldura schimbată cu exteriorul sistemului, care nu depinde de drumul urmat în transformare, numai de stările inițială și finală. Acest fapt constituie baza metodelor calorimetrice.

## Forme de energie internă
| Tip              | Din ce este formată                                    |
| ---------------- | ------------------------------------------------------ |
| Energie latentă  | Potențialul energetic asociat schimbărilor de fază     |
| Energie termică  | Potențialul energetic asociat modificării temperaturii |
| Energie chimică  | Potențialul energetic asociat reacțiilor chimice       |
| Energie nucleară | Potențialul energetic asociat reacțiilor nucleare      |

Energia latentă este partea de energie internă datorită topirii, vaporizării sau sublimării substanțelor.
Energia termică este partea de energie internă datorită energiei cinetice de translație, rotație și vibrație a moleculelor, de translație a electronilor și de spin a electronilor și a nucleelor. Energia termică include energia latentă.
Energie chimică este partea de energie internă datorată forțelor intramoleculare.
Energia nucleară este partea de energie internă datorată forțelor intraatomice.
Energia internă este importantă în termodinamica tehnică și în termodinamica chimică.

## Energia internă a unui mediu elastic
Pentru un mediu elastic componenta de energie potențială a energiei interne are o natură elastică exprimată în termenii eforturilor unitare {\displaystyle \sigma _{ij}} și deformațiilor {\displaystyle \varepsilon _{ij}} implicate în procesele elastice. În notația Einstein pentru tensori, cu însumarea peste indici repetați, pe un volum de control, enunțul infinitezimal e: 
{\displaystyle \mathrm {d} U=T\mathrm {d} S+\sigma _{ij}\mathrm {d} \varepsilon _{ij}.}
Teorema lui Euler pentru funcții omogene dă pentru energia internă:
{\displaystyle U=TS+{\frac {1}{2}}\sigma _{ij}\varepsilon _{ij}.}
Pentru un material linear elastic, solicitarea e legată de deformare prin:
{\displaystyle \sigma _{ij}=C_{ijkl}\varepsilon _{kl},}
unde {\displaystyle C_{ijkl}} sunt componentele tensorului constantei elastice a mediului.

## Energia liberă
Nu toată energia internă a unui corp sau sistem poate fi transformată (convertită) în orice altă formă de energie. În acest scop se definesc noțiunile de energie liberă și energie legată:
- Energia liberă este energia internă care se poate transforma, în transformările izoterme, direct în alte forme de energie. Variația energiei libere într-un sistem fizic sau chimic într-o transformare izotermă reversibilă este egală cu lucrul mecanic efectuat în cursul transformării. Din această egalitate se pot calcula acțiunile motoare care se exercită asupra sistemului, dacă se cunoaște expresia energiei libere în funcție de mărimile de stare. Se obține din energia internă scăzând energia legată reprezentată prin produsul temperatură - entropie[5].

- Energia legată este diferența dintre energia internă și energia liberă a sistemului. Această diferență este egală cu produsul TS (termenul entropic), unde T este temperatura absolută a sistemului, iar S este entropia lui.